# Liste des sénateurs des États-Unis pour la Caroline du Sud
Cet article dresse la liste des membres du Sénat des États-Unis élus de l'État de Caroline du Sud depuis son admission dans l'Union le 23 mai 1788.

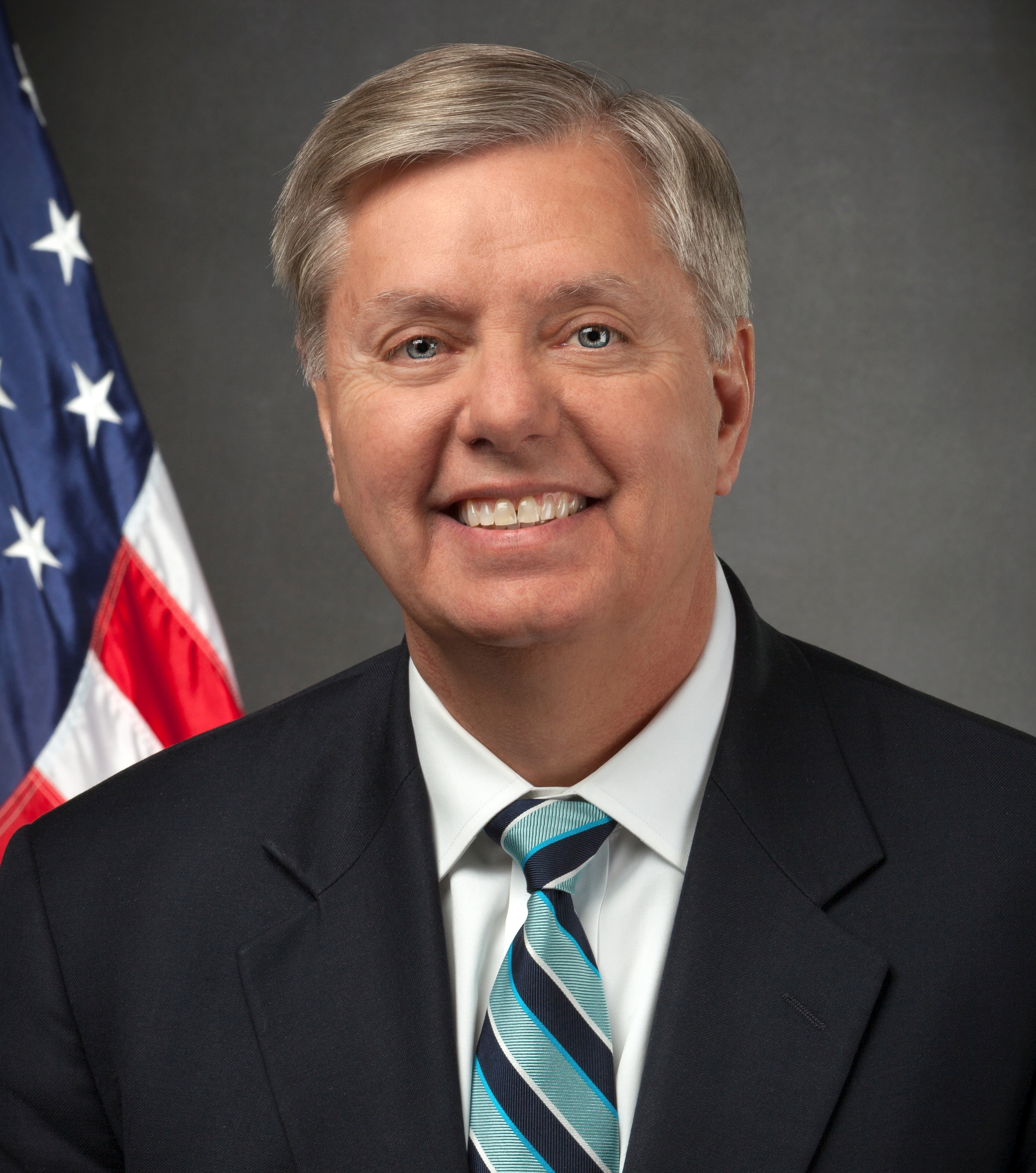
Lindsey Graham (R), sénateur depuis 2003.
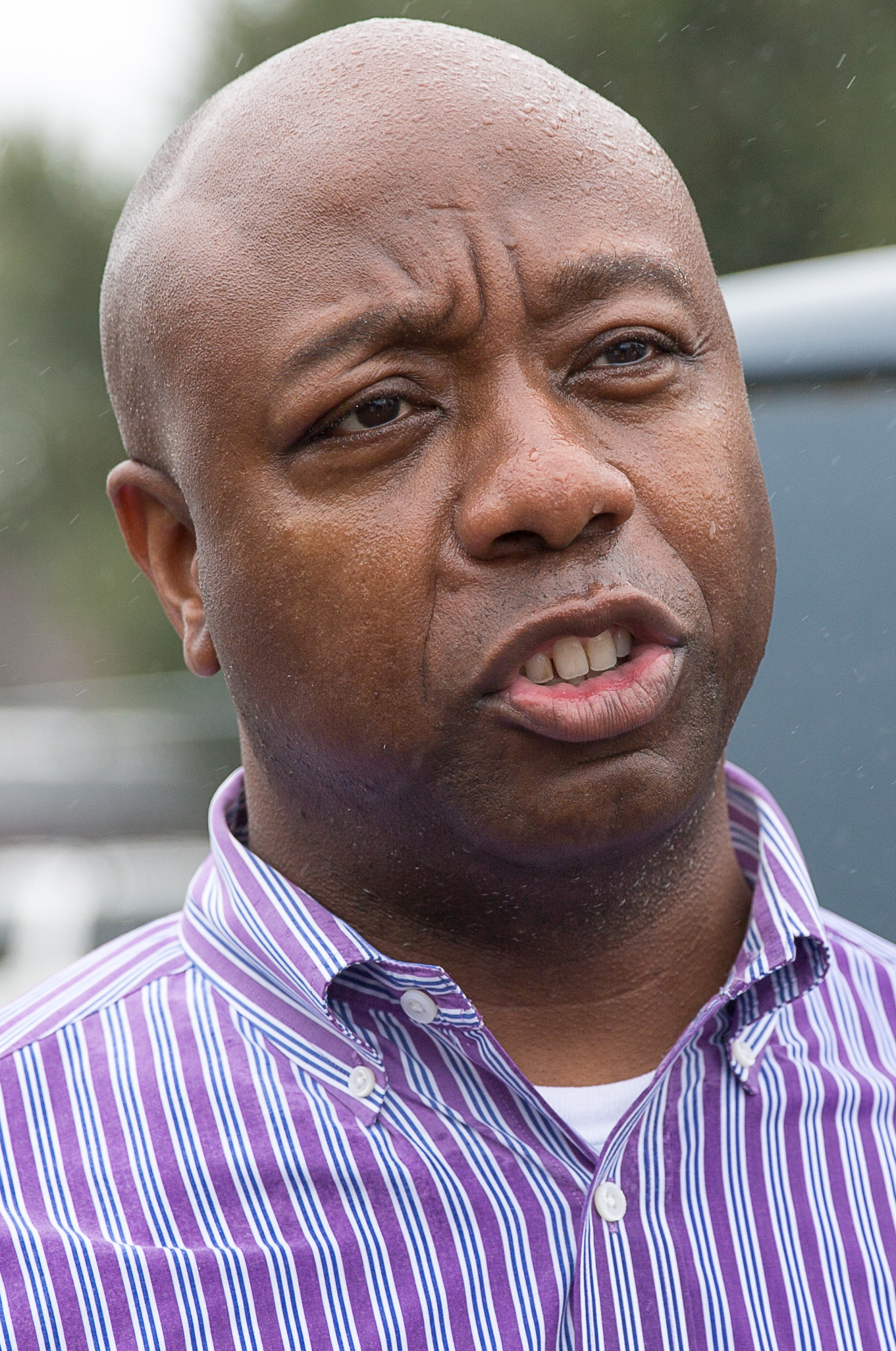
Tim Scott (R), sénateur depuis 2013.

## Élections
Les deux sénateurs sont élus au suffrage universel direct pour un mandat de six ans. Les prochaines élections auront lieu en novembre 2026 pour le siège de la classe II et en novembre 2022 pour le siège de la classe III.

## Liste des sénateurs
| Sénateur de classe II                                                                                                  | Sénateur de classe II                       | Sénateur de classe II | Congrès                            | Sénateur de classe III | Sénateur de classe III | Sénateur de classe III |
| --- | ------------------------------------------- | --------------------- | ---------------------------------- | ---------------------- | ---------------------- | ---------------------- |
| |                                             |                       | 1er (1789-1791)                    |                        |                        |                        |
| |                                             |                       | 2e (1791-1793)                     |                        |                        |                        |
| |                                             |                       | 3e (1793-1795)                     |                        |                        |                        |
| |                                             |                       | 4e (1795-1797)                     |                        |                        |                        |
| |                                             |                       | 5e (1797-1799)                     |                        |                        |                        |
| |                                             |                       | 6e (1799-1801)                     |                        |                        |                        |
| |                                             |                       | 7e (1801-1803)                     |                        |                        |                        |
| |                                             |                       | 8e (1803-1805)                     |                        |                        |                        |
| |                                             |                       | 9e (1805-1807)                     |                        |                        |                        |
| |                                             |                       | 10e (1807-1809)                    |                        |                        |                        |
| |                                             |                       | 11e (1809-1811)                    |                        |                        |                        |
| |                                             |                       | 12e (1811-1813)                    |                        |                        |                        |
| |                                             |                       | 13e (1813-1815)                    |                        |                        |                        |
| |                                             |                       | 14e (1815-1817)                    |                        |                        |                        |
| |                                             |                       | 15e (1817-1819)                    |                        |                        |                        |
| |                                             |                       | 16e (1819-1821)                    |                        |                        |                        |
| |                                             |                       | 17e (1821-1823)                    |                        |                        |                        |
| |                                             |                       | 18e (1823-1825)                    |                        |                        |                        |
| |                                             |                       | 19e (1825-1827)                    |                        |                        |                        |
| |                                             |                       | 20e (1827-1829)                    |                        |                        |                        |
| |                                             |                       | 21e (1829-1831)                    |                        |                        |                        |
| |                                             |                       | 22e (1831-1833)                    |                        |                        |                        |
| |                                             |                       | 23e (1833-1835)                    |                        |                        |                        |
| |                                             |                       | 24e (1835-1837)                    |                        |                        |                        |
| |                                             |                       | 25e (1837-1839)                    |                        |                        |                        |
| |                                             |                       | 26e (1839-1841)                    |                        |                        |                        |
| |                                             |                       | 27e (1841-1843)                    |                        |                        |                        |
| |                                             |                       | 28e (1843-1845)                    |                        |                        |                        |
| |                                             |                       | 29e (1845-1847)                    |                        |                        |                        |
| |                                             |                       | 30e (1847-1849)                    |                        |                        |                        |
| |                                             |                       | 31e (1849-1851)                    |                        |                        |                        |
| |                                             |                       | 32e (1851-1853)                    |                        |                        |                        |
| |                                             |                       | 33e (1853-1855)                    |                        |                        |                        |
| |                                             |                       | 34e (1855-1857)                    |                        |                        |                        |
| |                                             |                       | 35e (1857-1859)                    |                        |                        |                        |
| |                                             |                       | 36e (1859-1860)                    |                        |                        |                        |
| De novembre 1860 à juillet 1868, la Caroline du Sud — membre des États confédérés d'Amérique — n'élit pas de sénateur. |                                             |                       |                                    |                        |                        |                        |
| |                                             |                       | 40e (1868-1869)                    |                        |                        |                        |
| |                                             |                       | 41e (1869-1871)                    |                        |                        |                        |
| |                                             |                       | 42e (1871-1873)                    |                        |                        |                        |
| |                                             |                       | 43e (1873-1875)                    |                        |                        |                        |
| |                                             |                       | 44e (1875-1877)                    |                        |                        |                        |
| |                                             |                       | 45e (1877-1879)                    |                        |                        |                        |
| |                                             |                       | 46e (1879-1881)                    |                        |                        |                        |
| |                                             |                       | 47e (1881-1883)                    |                        |                        |                        |
| |                                             |                       | 48e (1883-1885)                    |                        |                        |                        |
| |                                             |                       | 49e (1885-1887)                    |                        |                        |                        |
| |                                             |                       | 50e (1887-1889)                    |                        |                        |                        |
| |                                             |                       | 51e (1889-1891)                    |                        |                        |                        |
| |                                             |                       | 52e (1891-1893)                    |                        |                        |                        |
| |                                             |                       | 53e (1893-1895)                    |                        |                        |                        |
| |                                             |                       | 54e (1895-1897)                    |                        |                        |                        |
| |                                             |                       | 55e (1897-1899)                    |                        |                        |                        |
| |                                             |                       | 56e (1899-1901)                    |                        |                        |                        |
| |                                             |                       | 57e (1901-1903)                    |                        |                        |                        |
| |                                             |                       | 58e (1903-1905)                    |                        |                        |                        |
| |                                             |                       | 59e (1905-1907)                    |                        |                        |                        |
| |                                             |                       | 60e (1907-1909)                    |                        |                        |                        |
| |                                             |                       | 61e (1909-1911)                    |                        |                        |                        |
| |                                             |                       | 62e (1911-1913)                    |                        |                        |                        |
| |                                             |                       | 63e (1913-1915)                    |                        |                        |                        |
| |                                             |                       | 64e (1915-1917)                    |                        |                        |                        |
| |                                             |                       | 65e (1917-1919)                    |                        |                        |                        |
| |                                             |                       | 66e (1919-1921)                    |                        |                        |                        |
| |                                             |                       | 67e (1921-1923)                    |                        |                        |                        |
| |                                             |                       | 68e (1923-1925)                    |                        |                        |                        |
| |                                             |                       | 69e (1925-1927)                    |                        |                        |                        |
| |                                             |                       | 70e (1927-1929)                    |                        |                        |                        |
| |                                             |                       | 71e (1929-1931)                    |                        |                        |                        |
| |                                             |                       | 72e (1931-1933)                    |                        |                        |                        |
| |                                             |                       | 73e (1933-1935)                    |                        |                        |                        |
| |                                             |                       | 74e (1935-1937)                    |                        |                        |                        |
| |                                             |                       | 75e (1937-1939)                    |                        |                        |                        |
| |                                             |                       | 76e (1939-1941)                    |                        |                        |                        |
| |                                             |                       | 77e (1941)                         |                        |                        |                        |
| | Alva M. Lumpkin (en) (démocrate)            |                       | 77e (1941)                         |                        |                        |                        |
| | Roger C. Peace (en) (démocrate)             |                       | 77e (1941)                         |                        |                        |                        |
| | Burnet R. Maybank (en) (démocrate)          |                       | 77e (1941-1943)                    |                        |                        |                        |
| 78e (1943-1944) | Burnet R. Maybank (en) (démocrate)          |                       |                                    |                        |                        |                        |
| 78e (1943-1944) | Burnet R. Maybank (en) (démocrate)          |                       |                                    |                        |                        |                        |
| 79e (1945-1947) | Burnet R. Maybank (en) (démocrate)          |                       | Olin D. Johnston (en) (démocrate)  |                        |                        |                        |
| 80e (1947-1949) | Burnet R. Maybank (en) (démocrate)          |                       | Olin D. Johnston (en) (démocrate)  |                        |                        |                        |
| 81e (1949-1951) | Burnet R. Maybank (en) (démocrate)          |                       | Olin D. Johnston (en) (démocrate)  |                        |                        |                        |
| 82e (1951-1953) | Burnet R. Maybank (en) (démocrate)          |                       | Olin D. Johnston (en) (démocrate)  |                        |                        |                        |
| 83e (1953-1954) | Burnet R. Maybank (en) (démocrate)          |                       | Olin D. Johnston (en) (démocrate)  |                        |                        |                        |
| | Charles E. Daniel (en) (démocrate)          |                       | Olin D. Johnston (en) (démocrate)  | 83e (1954)             |                        |                        |
| | Strom Thurmond (démocrate)                  |                       | Olin D. Johnston (en) (démocrate)  | 83e (1954-1955)        |                        |                        |
| 84e (1955-1956) | Strom Thurmond (démocrate)                  |                       | Olin D. Johnston (en) (démocrate)  |                        |                        |                        |
| | Thomas A. Wofford (en) (démocrate)          |                       | Olin D. Johnston (en) (démocrate)  | 84e (1956)             |                        |                        |
| | Strom Thurmond (démocrate puis républicain) |                       | Olin D. Johnston (en) (démocrate)  | 84e (1956-1957)        |                        |                        |
| 85e (1957-1959) | Strom Thurmond (démocrate puis républicain) |                       | Olin D. Johnston (en) (démocrate)  |                        |                        |                        |
| 86e (1959-1961) | Strom Thurmond (démocrate puis républicain) |                       | Olin D. Johnston (en) (démocrate)  |                        |                        |                        |
| 87e (1961-1963) | Strom Thurmond (démocrate puis républicain) |                       | Olin D. Johnston (en) (démocrate)  |                        |                        |                        |
| | Strom Thurmond (démocrate puis républicain) | 88e (1963-1965)       | Olin D. Johnston (en) (démocrate)  |                        |                        |                        |
| 89e (1965) | Strom Thurmond (démocrate puis républicain) |                       | Olin D. Johnston (en) (démocrate)  |                        |                        |                        |
| 89e (1965-1966) | Strom Thurmond (démocrate puis républicain) |                       | Donald S. Russell (en) (démocrate) |                        |                        |                        |
| 89e (1966-1967) | Strom Thurmond (démocrate puis républicain) |                       | Ernest Hollings (démocrate)        |                        |                        |                        |
| 90e (1967-1969) | Strom Thurmond (démocrate puis républicain) |                       | Ernest Hollings (démocrate)        |                        |                        |                        |
| 91e (1969-1971) | Strom Thurmond (démocrate puis républicain) |                       | Ernest Hollings (démocrate)        |                        |                        |                        |
| 92e (1971-1973) | Strom Thurmond (démocrate puis républicain) |                       | Ernest Hollings (démocrate)        |                        |                        |                        |
| 93e (1973-1975) | Strom Thurmond (démocrate puis républicain) |                       | Ernest Hollings (démocrate)        |                        |                        |                        |
| 94e (1975-1977) | Strom Thurmond (démocrate puis républicain) |                       | Ernest Hollings (démocrate)        |                        |                        |                        |
| 95e (1977-1979) | Strom Thurmond (démocrate puis républicain) |                       | Ernest Hollings (démocrate)        |                        |                        |                        |
| 96e (1979-1981) | Strom Thurmond (démocrate puis républicain) |                       | Ernest Hollings (démocrate)        |                        |                        |                        |
| 97e (1981-1983) | Strom Thurmond (démocrate puis républicain) |                       | Ernest Hollings (démocrate)        |                        |                        |                        |
| 98e (1983-1985) | Strom Thurmond (démocrate puis républicain) |                       | Ernest Hollings (démocrate)        |                        |                        |                        |
| 99e (1985-1987) | Strom Thurmond (démocrate puis républicain) |                       | Ernest Hollings (démocrate)        |                        |                        |                        |
| 100e (1987-1989) | Strom Thurmond (démocrate puis républicain) |                       | Ernest Hollings (démocrate)        |                        |                        |                        |
| 101e (1989-1991) | Strom Thurmond (démocrate puis républicain) |                       | Ernest Hollings (démocrate)        |                        |                        |                        |
| 102e (1991-1993) | Strom Thurmond (démocrate puis républicain) |                       | Ernest Hollings (démocrate)        |                        |                        |                        |
| 103e (1993-1995) | Strom Thurmond (démocrate puis républicain) |                       | Ernest Hollings (démocrate)        |                        |                        |                        |
| 104e (1995-1997) | Strom Thurmond (démocrate puis républicain) |                       | Ernest Hollings (démocrate)        |                        |                        |                        |
| 105e (1997-1999) | Strom Thurmond (démocrate puis républicain) |                       | Ernest Hollings (démocrate)        |                        |                        |                        |
| 106e (1999-2001) | Strom Thurmond (démocrate puis républicain) |                       | Ernest Hollings (démocrate)        |                        |                        |                        |
| 107e (2001-2003) | Strom Thurmond (démocrate puis républicain) |                       | Ernest Hollings (démocrate)        |                        |                        |                        |
| | Lindsey Graham (républicain)                |                       | Ernest Hollings (démocrate)        | 108e (2003-2005)       |                        |                        |
| 109e (2005-2007) | Lindsey Graham (républicain)                |                       | Jim DeMint (républicain)           |                        |                        |                        |
| 110e (2007-2009) | Lindsey Graham (républicain)                |                       | Jim DeMint (républicain)           |                        |                        |                        |
| 111e (2009-2011) | Lindsey Graham (républicain)                |                       | Jim DeMint (républicain)           |                        |                        |                        |
| 112e (2011-2013) | Lindsey Graham (républicain)                |                       | Jim DeMint (républicain)           |                        |                        |                        |
| 113e (2013-2015) | Lindsey Graham (républicain)                |                       | Tim Scott (républicain)            |                        |                        |                        |
| 114e (2015-2017) | Lindsey Graham (républicain)                |                       | Tim Scott (républicain)            |                        |                        |                        |
| 115e (2017-2019) | Lindsey Graham (républicain)                |                       | Tim Scott (républicain)            |                        |                        |                        |
| 116e (2019-2021) | Lindsey Graham (républicain)                |                       | Tim Scott (républicain)            |                        |                        |                        |
| 117e (2021-2023) | Lindsey Graham (républicain)                |                       | Tim Scott (républicain)            |                        |                        |                        |
| 118e (2023-2025) | Lindsey Graham (républicain)                |                       | Tim Scott (républicain)            |                        |                        |                        |
| 119e (2025-2027) | Lindsey Graham (républicain)                |                       | Tim Scott (républicain)            |                        |                        |                        |